# Eerste Markgravenoorlog
De Eerste Markgravenoorlog (Duits: Erster Markgrafenkrieg) was een conflict tussen markgraaf Albrecht Achilles van Ansbach en de rijksstad Neurenberg. De gevechtshandelingen duurden van 1449 tot 1450, maar pas in 1453 werd officieel vrede gesloten.

## Voorgeschiedenis
De vader van markgraaf Albrecht Achilles, Frederik, had in 1427 zijn rechten als Burggraaf van Neurenberg verkocht aan de Rijksstad Neurenberg. Niettemin bleven er conflicten bestaan tussen de markgraaf en de rijksstad over het recht op rechtspraak over enkele dorpen in de omgeving van de stad. Ook over de bescherming van enkele kloosters en over mijnbouw en konvooirechten bleven de stad en de markgraaf in conflict. Onderhandelingen hierover in Cadolzburg (1448) en Bamberg (1449) liepen op niets uit, waarna Albrecht Achilles op 29 juni 1449 de oorlog aan Neurenberg verklaarde.

## Verloop en einde van de oorlog
Albrecht nam aan het begin van de oorlog op 13 augustus 1449 de Vesting van Lichtenau in. Op 11 mei 1450 werd hij echter verslagen tijdens de Slag bij de Vijver van Pillenreuth. Hierna probeerden beide partijen elkaar vooral economische schade toe te brengen door talrijke dorpen in elkaars gebied te verwoesten. Op 22 juni 1450 werden door een overeenkomst in Bamberg de gevechtshandelingen gestaakt. Desondanks de wapenstilstand bleef Albrecht delen van Neurenbergs gebied bezet houden, totdat het door bemiddeling van hertog Lodewijk IX van Beieren-Landshut op 18 april 1453 tot een vergelijk kwam. Albrecht ontruimde de door hem bezette gebieden, waarvoor hij van de stad een schadeloosstelling ontving. Tot in de 18e eeuw bleven er tussen de stad en de markgraven conflicten over de rechten bestaan.